# Léon Brunschvicg
Léon Brunschvicg (* 10. November 1869 in Paris; † 18. Januar 1944 in Aix-les-Bains) war ein französischer Philosoph und Hochschullehrer.

## Leben
Brunschvicg studierte seit 1880 an der École normale supérieure und an der Sorbonne bei Victor Brochard und Émile Boutroux. Seine Dissertation trägt den Titel La modalité du jugement (1897). Im Jahre 1909 wurde er zum Professor an der Pariser Sorbonne berufen, wo er über dreißig Jahre lehrte. Brunschvicg gehörte zu den Mitgründern der Société française de philosophie.
Während der deutschen Besetzung von Paris im Zweiten Weltkrieg war Léon Brunschvicg wegen der NS-Verfolgung von Menschen jüdischer Herkunft gezwungen, aus der Stadt in den unbesetzten Teil Frankreichs zu fliehen.
Léon Brunschvicg war verheiratet mit der feministischen Politikerin Cécile Brunschvicg, geb. Kahn (1877–1946). Der Ehe entstammten vier Kinder.
Brunschvicg war mit dem katholischen Philosophen Maurice Blondel befreundet. Und er war der Lehrer des Philosophen Vladimir Jankélévitch. Brunschvicgs Philosophie ist beeinflusst von Blaise Pascal und dem philosophischen Idealismus. Leon Brunschvicg gab – gemeinsam mit dem Philosophen Émile Boutroux und dem Literaturwissenschaftler Augustin Gazier – in den Jahren von 1904 bis 1914 das Gesamtwerk von Blaise Pascal heraus.

## Zitat
„Brunschvicg  entwickelte die Kantische Kritik unter Berücksichtigung der neueren Naturwissenschaften weiter; er führte die metaphysischen  Vorstellungen auf die jeweils zugrunde liegenden Wissenschaftssysteme zurück.“

## Werke (Auswahl)
- Spinoza. Félix Alcan, Paris 1894.
- La modalité du jugement. Félix Alcan, Paris 1897.
- Introduction à la vie de l’esprit. Félix Alcan, Paris 1900.
- L’idéalisme contemporain. Félix Alcan, Paris 1905.
- Les étapes de la philosophie mathématique. Félix Alcan, Paris 1912.
- L’expérience humaine et la causalité physique. Félix Alcan, Paris 1922.
- Spinoza et ses contemporains. 3e édition revue et augmentée. Félix Alcan, Paris 1923.[Anm. 1]
- Le progrès de la conscience dans la philosophie occidentale. 2 Bände. Félix Alcan, Paris 1927.
- Les áges de l'intellegence. Félix Alcan, Paris 1934.
- Ecrits philosophiques. 2 Bände. 1939.
- La raison et la religion. 1939.
- Descartes et Pascal, lecteurs de Montaigne. La Baconnière, Neuchatel 1944.